# Circonscription Woreda 23
La circonscription Woreda 23 est une des 23 circonscriptions législatives de la ville-région d'Addis-Abeba. Sa représentante actuelle est Aster Mamo Ana[réf. nécessaire].